# Музей Грунинге
Музей „Грунинге“ (на нидерлански: Groeningemuseum, по името на близката улица) е общински музей в белгийския град Брюге, известен с колекцията си на Ранна нидерландска живопис.

## Описание
Колекцията води началото си от местната Академия за изящни изкуства, основана през 1716 г. Строежът на съвременната сграда на музея приключва през 1930 г., а през 1994 г. има разширение с пристройка. В 15-те зали на сградата са изложени основните ценности на постоянната музейна експозиция – старите фламандски майстори.

### Ранна нидерландска живопис
Сред най-известните творби са:
- Ян ван Ейк

- Мадоната и детето Канон ван дер Пел (1434)
- Портрет на Маргарета ван Ейк (1439)
- Портрет на Христос (1440)

- Йеронимус Бош

- Страшният съд (ок. 1486)
- детайл
- детайл

- Ханс Мемлинг: „Благовещение“ и „Носенето на кръста“

- Триптих на Вилем Мореел (1484)
- детайл

Също има творби на Хюго ван дер Гус, Рогир ван дер Вейден, Питер Брьогел Млади и други художници от епохата.

### Колекция „Портрети“
- Рогир ван дер Вейден, Портрет на херцог Филип Бургундски (сл. 1450)
- неизв. художник от 15 век, Портрет на Луи от Брюге
- Гертруде дьо Пелиш, Портрет на Йозеф ІІ (ок. 1784)
- Матиас де Виш, Портрет на Мария Терезия ()
- По Гаспар де Крайер, Портрет на кардинал Фернандо Испански на кон (17 век)

### Художници на 19 и 20 век
В основната сграда се намират и по-модерни експонати – картини на художници от XIX-XX век, включително Рене Магрит.
- Жозеф-Дени Одеваре, Смъртта на Байрон (ок. 1826)
- Франсоа Кинсон, Портрет на Мари Ж. Лафон-Порше (ок. 1835)